# Ovčaras minnescentrum
Ovčaras minnescentrum, på kroatiska Spomen dom Ovčara (Ovčara minneshem), är ett museum och minnesmärke i Ovčara utanför Vukovar i Kroatien. Det uppfördes år 2006 och rymmer en permanent utställning som tillägnat minnet över de 261 personer som dog i Vukovarmassakern under det kroatiska självständighetskriget (1991–1995). 

## Bakgrund
Den 18 november 1991 intogs Vukovar av den jugoslaviska armén (då till största del bestående serbiska enheter) och serbiska paramilitära styrkor. Den 18–21 november 1991 förde de serbiskdominerade militära enheterna kroatiska soldater och civila från Vukovars sjukhus till Ovčara där de torterades och sedan dödades. Platsen som de serbiska enheterna hade sett ut för massakern var en plats i närheten av en hangar tillhörande en gård som ingick i jordbrukskonglomerat Vupik. De serbiska soldaterna använde hangaren som koncentrationsläger i vilken de internerade fångarna tillbringade de sista timmarna innan massakern. Under de dagar massakern fortlöp dödades 261 personer.

## Minnesmuseet

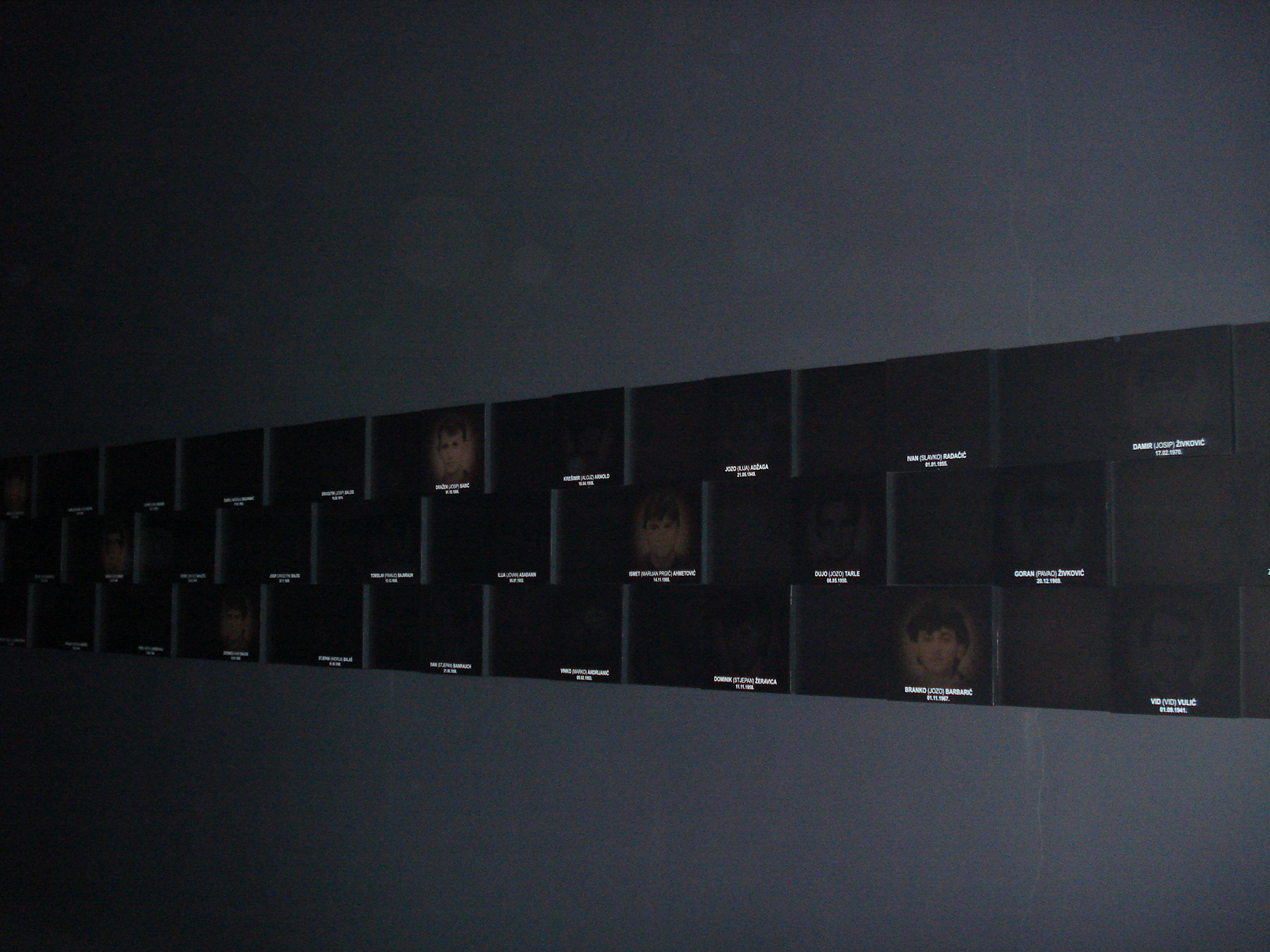
Marmortavlor med namn och bild på massakerns offer.

Ovčaras minnescentrum invigdes den 20 november 2006. Det upptar en yta om 300 kvadratmeter och är en ombyggnation av den hangar som de serbiska militärerna använde för att internera kroatiska krigsfångar. Det drivs av den kroatiska föreningen för tidigare internerade i serbiska koncentrationsläger, Hrvatsko društvo logoraša srpskih koncentracijskih logora. 
I byggnadens centrala del finns en spiral som symboliserar den "slutna kretsen av ondska". I golvet finns hylsor som symboliserar ammunitionen som användes vid massakern. I museets tak finns 261 lampor i formen av en stjärna. Lamporna symboliserar de personer som dog i massakern. På minnesmuseets väggar hänger marmortavlor med bilder av de dödade och i utställningen ingår en del av deras personliga ägodelar.    

## Besökare
Åren 2006–2010 hade minnesmuseets besökts av omkring 720 000 människor. Flest besökare har minnesmuseet under perioden 10-20 november varje år då det besöks av omkring 30 000 personer. En stor del av besökarna utgörs av grundskolelever som i utbildningssyfte besöker minnescentret. Programmet är anpassat efter elevernas ålder och detaljerade beskrivningar utelämnas.